# Cyttaria espinosae

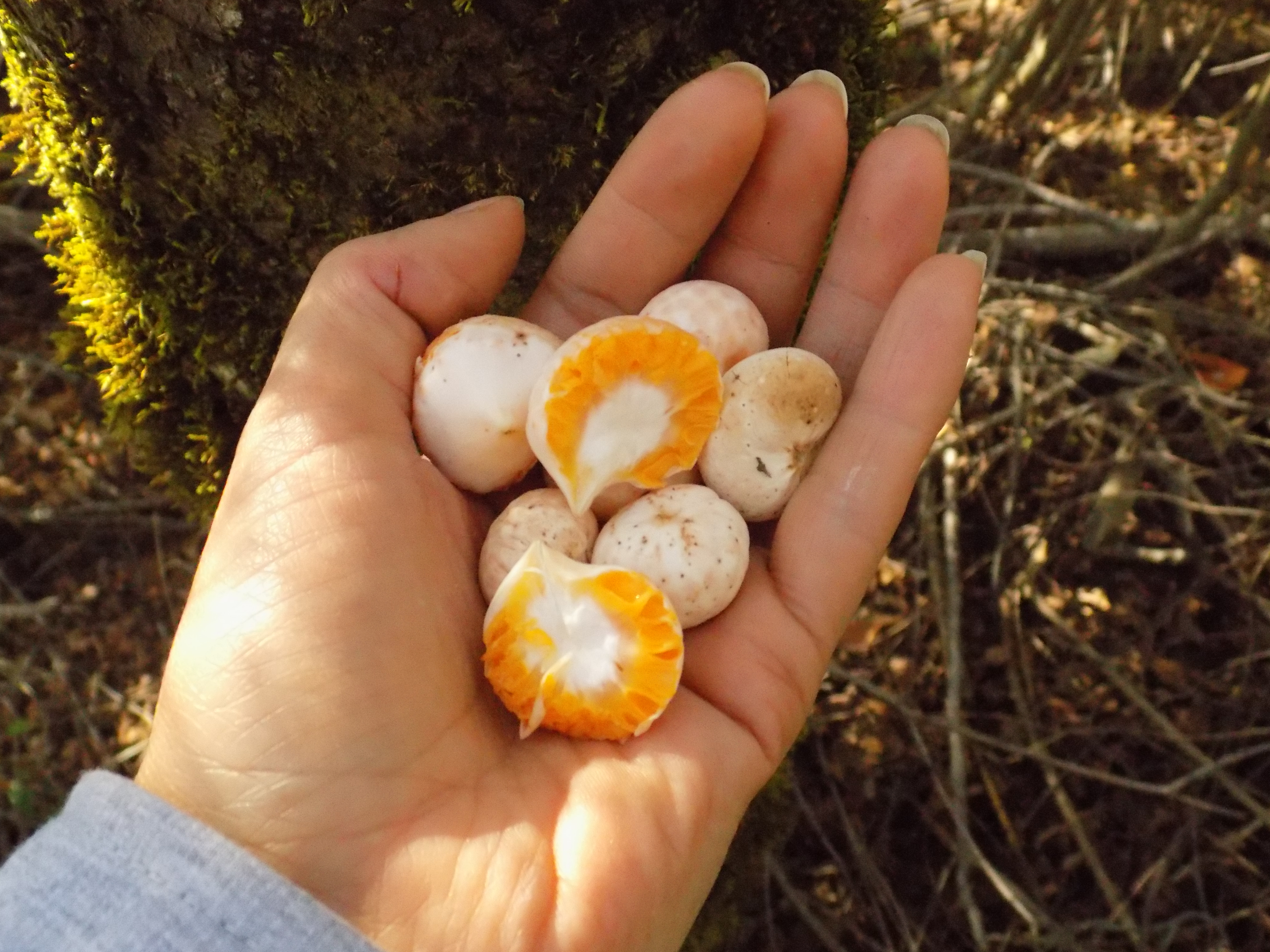

Cyttaria espinosae, el digüeñe, dihueñe (aceptado por la RAE), lihueñe, quideñe, quireñe, es un hongo ascomicete naranja-blancuzco comestible endémico del centro-sur de Chile y las zonas de bosque nativo de la Patagonia Argentina y del sur de Chile.

## Descripción
La Cyttaria espinosae tiene una estructura globosa de color blanco y superficie pegajosa, una fina membrana blanca cubre la seta; esta membrana se rompe en el momento en que la seta crece, dejando ver los apotecios, que corresponden a cavidades circulares de color anaranjado en la superficie de la seta en cuyo interior se desarrollan las ascas y ascosporas.
El digüeñe es un parásito estricto y específico de Nothofagus, principalmente de Nothofagus obliqua y causa agallas cancerosas en las ramas, de las que emergen los cuerpos fructíferos desde primavera a principios de verano. Las superficies rugosas del hongo favorecen los movimientos de aire en turbulencia, lo cual facilita la dispersión de las esporas por el viento.

## Condiciones de luz

### A la sombra
Laderas pronunciadas de exposición sur, quebradas hondas. O bien protección por capa densa de vegetación, debajo de grandes árboles, con una filtración del 40 - 80%.

### A la sombra total
Quebradas hondas que corren hacia el sur con sombra adicional por árboles. O bien con una capa de vegetación superior muy tupida que da sombra de aprox. 80 - 100 % de cobertura (por ejemplo, en el bosque valdiviano).

## Recolección

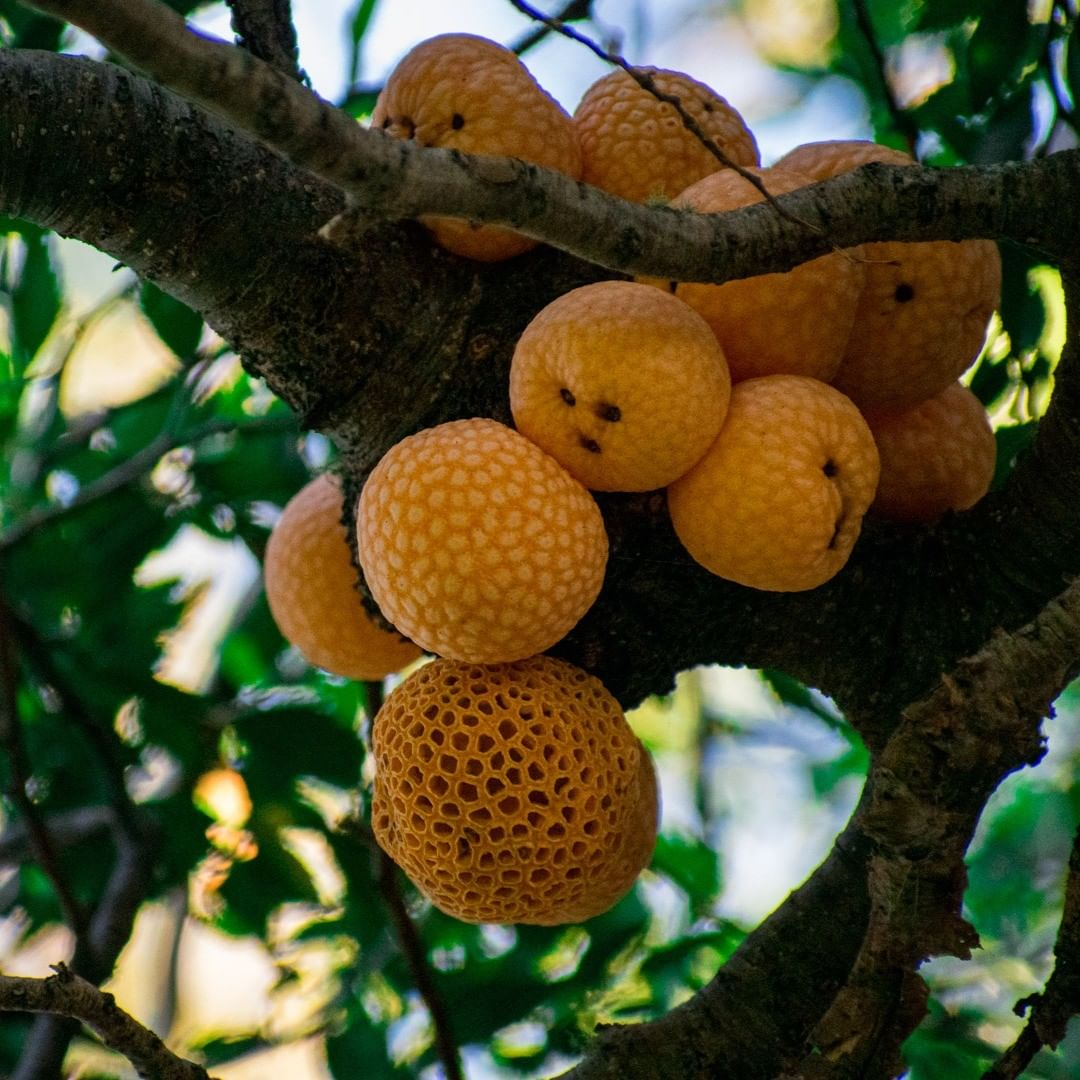
Digüeñe con apotecios formados

Se realiza con varas largas llegando hasta las ramas donde se encuentran los hongos. La recolección de digueñes a veces es efectuada destruyendo los árboles, ya sea rompiendo ramas o golpeando fuertemente el tronco con golpes que destruyen la corteza y por cierto el árbol mismo. Sin embargo, la mayoría de las veces están al alcance del recolector, sin necesidad de destruir el árbol.

## Gastronomía
Es comestible; crudo tiene sabor similar a los champiñones comunes (género Agaricus). Su interior es algo viscoso. Su tamaño aproximado es de ½ a 2 cm de diámetro. En la gastronomía de Chile, el digüeñe es usualmente consumido fresco en ensaladas, frito con revuelto de huevo, en empanadas digüeñes a la parmesana, pollo relleno con digüeñes, tortilla de digüeñes o como acompañante de otros platos.
La ciudad chilena de Cunco, estableció la semana gastronómica del digueñe destinado a explorar y explotar las cualidades culinarias de este hongo.

## Mercadeo
Chile destina un 87% de su producción de hongos silvestres al mercado externo, los que se comercializan en forma deshidratada, salmuerada, congelada, enlatada (conservas), fresco, entre otras modalidades. El principal producto demandado a nivel internacional es el hongo deshidratado, esto debido principalmente a la reducción en peso con respecto al volumen. Toma especial importancia también el hongo salmuerado, el cual en conjunto con el hongo deshidratado corresponden al 93% de las exportaciones de hongos.
Tradicionalmente, los principales países demandantes han sido: Estados Unidos, Alemania, Canadá y Japón. La fuerte limitación al desarrollo del comercio exterior de este rubro se debe a las deficiencias en las condiciones de calidad y el control de estas y a la burocracia. Esta situación ha provocado el cierre de varios importantes mercados como también la caída de los precios.